# Гаджиев, Гадис Абдуллаевич (судья)
Гади́с Абдулла́евич Гаджи́ев (род. 27 августа 1953, Шовкра, Лакский район, Дагестанская АССР, РСФСР, СССР) — советский и российский юрист и государственный деятель. Доктор юридических наук (1996), профессор.
Судья Конституционного суда Российской Федерации, Народный депутат Дагестанской АССР/Дагестанской СССР (1990—1991). Заслуженный юрист Российской Федерации и Заслуженный юрист Республики Дагестан.

## Биография
Родился 27 августа 1953 года в селе Шовкра Лакского района Дагестанской АССР в лакской семье.
После окончания юридического факультета МГУ имени М. В. Ломоносова в 1975 работал преподавателем кафедры гражданского права в Дагестанском государственном университете.
В 1979 защитил диссертацию на соискание учёной степени кандидата юридических наук по теме «Гражданско-правовые вопросы специализации и концентрации сельскохозяйственного производства при агропромышленной интеграции» (специальность 12.00.03 — «Гражданское право»).
С 1979 года — юрист-консультант Президиума Верховного Совета Дагестанской АССР.
1982—1990 — заведующий юридическим отделом Совета Министров Дагестана. Совмещал эти должности с преподавательской и научной деятельностью.
С 1990 — народный депутат Дагестанской АССР. Занимал должность председателя Комиссии Верховного Совета Дагестанской ССР по законодательству, законности и правопорядку. Принимал участие в разработке проектов Федеративного договора, ряда законов Республики Дагестан. В Верховном Совете Дагестана был сопредседателем фракции «Демократический Дагестан». 1 февраля 1991 года на Гаджиева было совершено покушение, в результате которого он получил проникающее ранение ножом в области легкого. Незадолго до покушения Гаджиев опубликовал в газете «Комсомолец Дагестана» критическую статью «Минные поля потребкооперации» о деятельности Саида Амирова, который на тот момент являлся руководителем «Дагпотребсоюза». В материалах уголовного дела (№ 102134 по ст. 108 ч. 1) имеются свидетельские показания о том, что до покушения Амиров лично угрожал Гаджиеву расправой. Кроме того, Гаджиев получал телефонные звонки с угрозами похищения его детей.
Был председателем Союза юристов Дагестана.
С 30 октября 1991 — судья Конституционного суда РФ.
Один из разработчиков Федерального конституционного закона «О Конституционном Суде Российской Федерации». Принимал участие в обсуждении законопроектов "О внесении изменений и дополнений в Закон РФ «О статусе судей в Российской Федерации» и «О судебной системе Российской Федерации».
14 февраля 1995 года включен в состав первой палаты КС. Член Аналитической комиссии по Регламенту и вопросам применения Федерального конституционного закона «О Конституционном Суде Российской Федерации».
В 1996 году защитил диссертацию на соискание учёной степени доктора юридических наук по теме «Основные экономические права (сравнительное исследование) конституционно-правовых институтов России и зарубежных государств» (специальность 12.00.02 — «Конституционное право; муниципальное право»).
Автор 155 научных работ, в том числе 5 монографий. Вел курс гражданского права на факультете права Высшей школы экономики (Москва), профессор Российской академии правосудия и Российской правовой академии.
Член Совета при Президенте Российской Федерации по совершенствованию гражданского законодательства. Член Совета по вопросам управления и развития при Мэре г. Москвы и экспертного совета Центра стратегического развития при Правительстве РФ.
С весны 2009 года — научный руководитель юридического факультета Санкт-Петербургского филиала НИУ ВШЭ, а также с сентября 2009 года заведующий кафедрой гражданского права и процесса.
Член редакционных коллегий пяти научных журналов, в том числе «Право. Журнал Высшей школы экономики», член редакционного совета журнала «Законы России: опыт, анализ, практика».
Председатель попечительского Совета Института права и публичной политики.
Председатель Редакционного Совета журнала «Сравнительное конституционное обозрение».
С 1 сентября 2023 года — судья Конституционного Суда РФ в отставке.

## Санкции
16 декабря 2022 года, на фоне вторжения России на Украину, был внесён в санкционный список Евросоюза за решения, которые искусственно создают образ легитимности российского вторжения на Украину. Ранее был включен в санкционный список Украины

## Семья
Состоял в браке два раза. От первого брака осталось три сына. Вторая супруга — Изумруд Мугутдинова.
Мать Г. А. Гаджиева, Роза Гаджиева, погибла 4 декабря 2010 года при авиапроисшествии в аэропорту «Домодедово».

## Награды
- Орден Почёта Республики Дагестан III степени (21 августа 2023) — за заслуги в укреплении законности, защите прав и интересов граждан, многолетнюю плодотворную деятельность[11]
- Почетный доктор СПбГУП